# Fondation Friedrich-Ebert
Pour les articles homonymes, voir FES et Ebert.

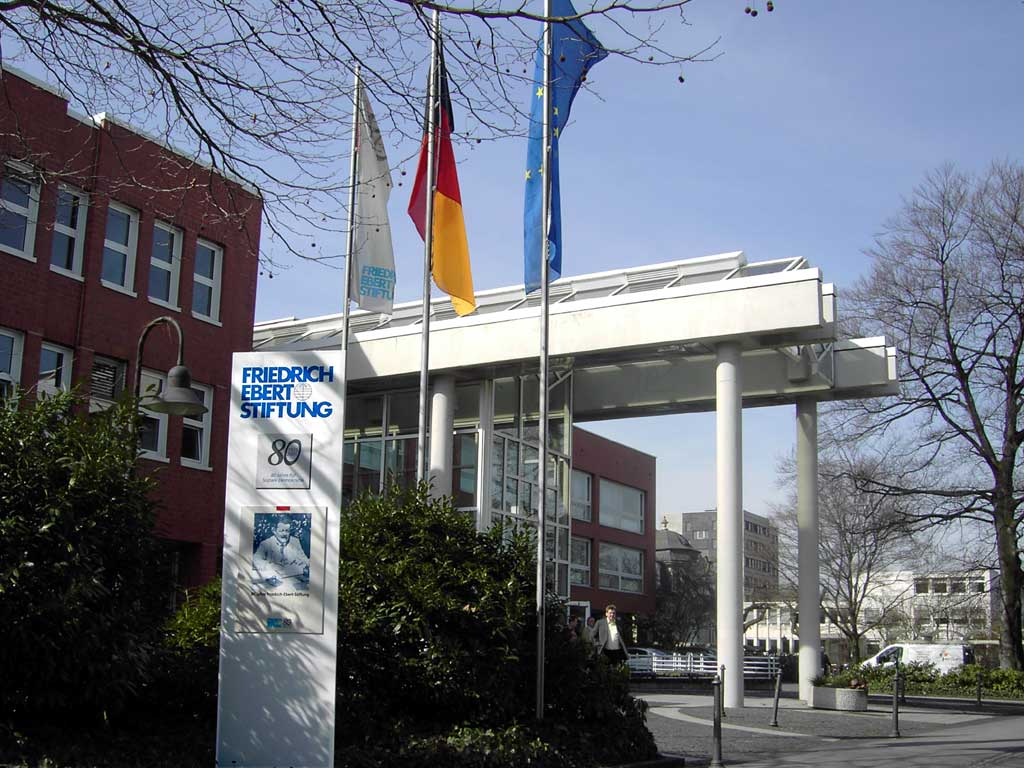
Siège de la fondation Friedrich-Ebert à Bonn.

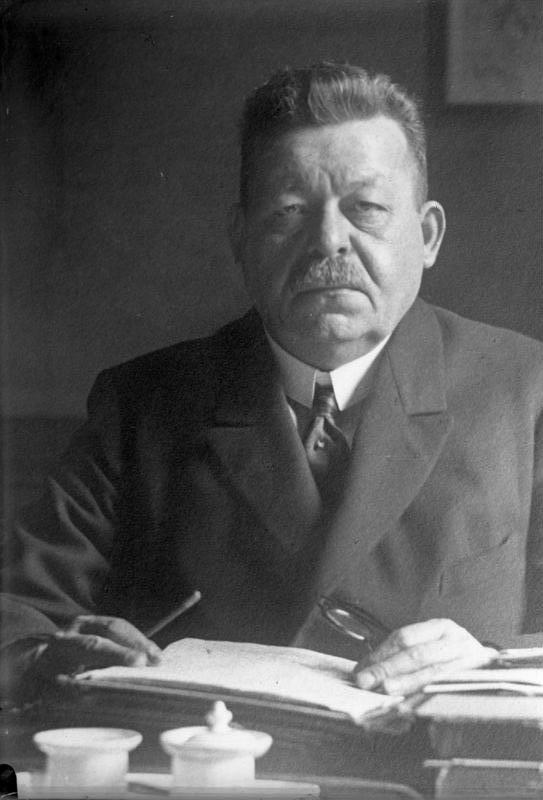
Friedrich Ebert en 1925

La fondation Friedrich-Ebert (en allemand Friedrich-Ebert-Stiftung abrégée en FES) est une fondation proche du SPD, le parti social-démocrate allemand. Créée en Allemagne en 1925, elle est la plus importante et la plus ancienne fondation associée à un parti politique en Allemagne. Son siège est à Bonn et elle a des bureaux à Berlin et, depuis 1973, à Bruxelles où elle est considérée comme un think-tank dans l'Union européenne. Elle entretient une centaine de bureaux dans le monde entier dont plus de 30 pays en Europe occidentale et orientale, dans 70 pays d’Afrique, d’Asie, du Proche-Orient et d’Amérique latine, ainsi qu’aux États-Unis et au Japon. Ses activités, essentiellement des débats, portent sur l'avenir du travail, la transition énergétique et l'avenir de la démocratie. La fondation détient le mandat international de la Confédération allemande des syndicats.
La fondation porte le nom de Friedrich Ebert. Friedrich Ebert (1871-1925) est le premier président de la république de Weimar. La fondation a été créée en 1925, juste après la mort d'Ebert. Originellement, elle a été conçue comme une association accordant des bourses d'études à des étudiants issus des milieux populaires. Le volet bourses d'études reste actif jusqu'aujourd'hui, néanmoins la fondation a depuis considérablement élargi son champ d'action. Elle est principalement active dans le domaine de l'éducation civique et politique. S'y ajoutent les activités à l'étranger dans le domaine de la démocratisation et du développement économique et social. La fondation sert également de think tank au Parti social-démocrate comme aux syndicats allemands et internationaux.

## Les fondations politiques allemandes
Les fondations représentent une particularité allemande. Dans leur travail à l'international, elles sont censées de représenter le pluralisme politique allemand tout en œuvrant pour la démocratie et le développement économique. Elles sont ainsi des acteurs particuliers de la politique étrangère allemande permettant d'établir un dialogue avec des acteurs sociétaux étrangers qui ne peuvent pas être atteints ni par la diplomatie traditionnelle, ni par la coopération bilatérale.
Selon le président fédéral Roman Herzog en 1996, les fondations politiques restent aujourd'hui encore « l'un des instruments les plus efficaces et éprouvés de la politique étrangère allemande, si on ne se limite pas aux seules méthodes et au savoir traditionnel de la diplomatie ».
Tout en étant proche de leurs partis respectifs, les fondations restent financièrement et administrativement indépendantes de ceux-ci. Surtout dans le travail international, les fondations disposent généralement d'une expertise et de réseaux qui dépassent largement les moyens des partis politiques allemands. Néanmoins, il est aussi leur devoir d'établir et de maintenir des contacts entre les partis politiques allemands et les acteurs politiques idéologiquement proches d'eux dans leur pays d'implantation respectifs.
Le classement 2020 du Global Go-To Think Tanks Index Report de l'université de Pennsylvanie place la fondation Friedrich-Ebert à la 12e place des think-tanks non-américains les plus influents du monde. La fondation Konrad-Adenauer, proche de la CDU, est classée 14e.

## Historique et travail à l'international
Dans le contexte de la guerre froide, les ministères chargés des affaires extérieures se sont appuyés sur les fondations en leur confiant des programmes de formation des syndicalistes et des dirigeants politiques en Afrique et en Amérique latine notamment. La lutte contre l’expansion communiste a été l’un des principaux justificatifs de leur action et du soutien que leur ont apporté les pouvoirs publics. Les deux plus grandes fondations – Friedrich Ebert et Konrad Adenauer – ont eu recours à cet argument de manière récurrente pour légitimer leur expansion en territoires étrangers dans les années 1950 et 1960. 
Distribuant déjà des bourses aux étudiants étrangers et organisant des conférences en coopération avec les organisations internationales, la fondation Ebert a développé dans les années 1960 une stratégie internationale ambitieuse. Elle s’est spécialisée notamment dans la formation des leaders syndicaux (africains en particulier), travail qu’elle poursuit jusque dans les années 2010 grâce à ses liens étroits avec la principale centrale syndicale allemande, la Confédération allemande des syndicats (DGB). 
La fondation a joué un rôle important en Afrique du Sud dans son soutien à l'ANC dès 1985, la négociation entre l'opposition et certaines élites scientifiques et économiques, et par la formation de dirigeants politiques. L’Allemagne a ainsi créé des liens privilégiés avec le régime de Pretoria, tant au niveau politique qu'économique.
La fondation a également joué un rôle crucial dans la démocratisation de l'Espagne et du Portugal[réf. nécessaire], notamment en soutenant le Parti socialiste (Portugal) et le Parti socialiste ouvrier espagnol. Le Parti socialiste (Portugal) a été fondé dans les locaux de la fondation à Bad Münstereifel.
Les activités de la fondation à l'international sont financées en large partie par l'État allemand, notamment le ministère fédéral de la Coopération économique (pour les pays émergents et en voie de développement) et le ministère fédéral des Affaires étrangères (pour les pays industrialisés). La fondation reçoit également des fonds de la part de l'Union européenne.
La fondation Friedrich-Ebert a un bureau à Paris depuis 1985.

## Financement
En 2018, l'État allemand subventionne les activités de la fondation à hauteur de plus de 170 millions d'euros.

## Présidents de la fondation
La fondation est dirigée par Peter Struck, ancien ministre de la défense, de 2010 à sa mort en décembre 2012. De 2013 à 2020, Kurt Beck, ancien Premier ministre de la Rhénanie-Palatinat, préside la fondation. Elle est dirigée depuis 2020 par Martin Schulz.